# Paweł Szczesny
Paweł Szczesny (ur. 21 maja 1963 w Czernikowie) – polski aktor teatralny, filmowy i dubbingowy.
W 1986 roku ukończył PWST w Warszawie. Rok później, 12 marca miał debiut teatralny. W latach 1986–1992 występował w Teatrze Współczesnym w Warszawie, a następnie (1992–1996) w Teatrze Nowym w Warszawie. 

## Filmografia
- 1986: Zmiennicy – człowiek pana Andrzeja
- 1987: O rany, nic się nie stało!!! – przewodniczący
- 1988: Biesy – spiskowiec
- 1989: Światło odbite – Wojtuszek
- 1992: Sprawa kobiet – menel bijący Wainerta
- 1995: Honor dla niezaawansowanych – inspektor policji
- 1995: Ekstradycja – oficer UOP
- 1999: Operacja Koza – pielęgniarz w szpitalu psychiatrycznym
- 1999: O największej kłótni
- 1999: Pierwszy milion – Kobierzycki, dyrektor firmy Arget
- 2000–2001: Miasteczko – Jabłoński, przedstawiciel Agencji
- 2001: Tam i z powrotem – karciarz
- 2003: Symetria – pedofil
- 2004: Poza zasięgiem – Władek Machowski
- 2005: RajUstopy – dyrektor banku

### Gościnnie
- 1976–1987: 07 zgłoś się – Rysiek Witecki, morderca Moniki Woźniak
- 1991: Panny i wdowy (odc. 3)
- 1999–2006: Na dobre i na złe – pracownik biura nieruchomości, kupujący mieszkanie Walickich
- 2000: 13 posterunek 2 – zatruty grzybami (odc. 15)
- 2001: Marszałek Piłsudski – nagrywający głos Piłsudskiego
- 2002: M jak miłość – klient, zamierzający kupić samochód w hurtowni
- 2002: Wiedźmin – rzeźnik
- 2004: Camera Café – antyterorysta
- 2004: Dziupla Cezara – sprzedawca
- 2005: Wiedźmy – Tadeusz Struś
- 2005: Kryminalni – Roman Pacyk (odc. 18)
- 2007: Glina – radny Wrzosek (odc. 14)
- 2007: Hela w opałach – mężczyzna w kinie (odc. 35)
- 2008: Czas honoru – Jan Żabkowski
- 2010: Ludzie Chudego
- 2011: Siła wyższa – urzędnik (odc. 4 i 5)
- 2011: Układ warszawski – sąsiad Cichockiego (odc. 7)

## Polski dubbing[potrzebnyprzypis]
- 1960–1966: Flintstonowie
- 1971: Pomocy! To banda Kudłacza – Kudłacz
- 1976–1978: Scooby Doo
- 1983–1986: Inspektor Gadżet
- 1984: Pinokio –
  - Ogniojad,
  - Drwal,
  - Kapitan,
  - Papuga,
  - Tata
- 1985: Yogi, łowca skarbów – Wesołek Bing
- 1985–1991: Gumisie (nowy dubbing)
- 1985–1992: Szopy pracze – Schaeffer
- 1987: Kocia ferajna w Beverly Hills
- 1987: Dennis Rozrabiaka – George Wilson
- 1991: Czarnoksiężnik z Krainy Oz
- 1991: Piękna i Bestia – różne głosy
- 1991–1992: Eerie, Indiana – Pan Chaney
- 1992–1997: X-Men – Magneto
- 1992–1997: Kot Ik! – różne głosy, m.in.: kozy, mango, Mikołaj (odc. 13), Biff, wieloryb (odc. 55), Chuck Jaeger
- 1994: Prowincjonalne życie
- 1994: Skoś trawnik tato, a dostaniesz deser – Sierżant
- 1994–2007: Pradawny ląd – Dziadek Liliputa
- 1994–1996: VR-Troopers – Zeb
- 1995: Jeszcze bardziej zgryźliwi tetrycy
- 1995: Balto – ojciec Rosy
- 1995–1996: Maska – Burmistrz
- 1996–1997: Incredible Hulk – Odrażający
- 1996–1998: Mała księga dżungli – Jack
- 1997: Herkules – Hades
- 1997–1999: Krowa i Kurczak / Jam Łasica – Łasica
- 1997–2004: Johnny Bravo
- 1997: Myszorki na prerii – Ojciec Spryciulki
- 1997: Koty nie tańczą
- 1997: Księżniczka Sissi
- 1998: Teknoman
- 1998: Przygody Kuby Guzika
- 1998: Wojna z rzeczami
- 1998: Dawno temu w trawie – Hopper
- 1998: Życzenie wigilijne Richiego Richa
- 1998: Eerie, Indiana: Inny wymiar – Pan Crawford
- 1998: Mistrzowie golfa – Al Oliver
- 1998–1999: Nowe przygody rodziny Addamsów
- 1999: Eugenio
- 1999: Muppety z kosmosu – Cinger
- 1999: Babar – król słoni – wykonanie piosenek
- 1999: SpongeBob Kanciastoporty – Patryk
- 1999–2004: Rocket Power – Tito
- 1999–2010: Baśnie Braci Grimm: Simsala Grimm – Olbrzym – dziecko (odc. 1)
- 2000: Grinch: Świąt nie będzie – May Who
- 2000–2002: Owca w Wielkim Mieście – Farmer Jan
- 2000–2003: X-Men: Ewolucja – Hank McCoy / Bestia
- 2001: Ach, ten Andy! –
  - dyrektor De Rosa,
  - Craig Bennett,
  - szeryf Steve Rowgee (Senior),
  - różne głosy
- 2001: Mroczne przygody Billy’ego i Mandy
- 2001: Harry Potter i Kamień Filozoficzny
- 2001: Potwory i spółka
- 2001: Atlantyda. Zaginiony ląd
- 2001: Maluchy spod ciemnej gwiazdki
- 2001: Gothic – Lester, Rączka
- 2001–2002: Café Myszka –
  - Pit,
  - Anioł Pluta (odc. 13b, 49a),
  - Hades (odc. 14-15),
  - Stromboli,
  - Właściciel parku (odc. 16a)
- 2001–2003: Strażnicy czasu – Benjamin Franklin (odc. 17b)
- 2001–2003: Gadżet i Gadżetinis – Kameleon
- 2001–2004: Medabots – Sloan
- 2001–2004: Samuraj Jack –
  - Ezekiel (odc. 29),
  - Borys (odc. 44)
- 2001 Original War – Arthur Powell
- 2002: Gothic II – Vatras, Carl, Orlan, Lobart
- 2002–2005: Co nowego u Scooby’ego?
- 2002: Kryptonim: Klan na drzewie –
  - ojciec Nigela,
  - profesor XXXL,
  - lodziarz #2 (L.O.D.Y.),
  - wściekły tatuś (B.R.A.K.-P.R.Ą.D.U.),
  - dyrektor Śmierdziel (P.R.Z.E.R.W.A.)
- 2002: Mali agenci 2: Wyspa marzeń
- 2002: Tytus, Romek i A’Tomek wśród złodziei marzeń – profesor Talent
- 2002: Złap mnie, jeśli potrafisz
- 2002: Tego już za wiele
- 2002: Smocze wzgórze
- 2002: Planeta skarbów
- 2002: Księżniczka na ziarnku grochu – Bamber
- 2002–2007: Naruto –
  - Jiraiya,
  - Drugi Hokage,
  - Enma
- 2003: Kod Lyoko – Dyrektor
- 2003: Mali agenci 3D: Trójwymiarowy odjazd
- 2003–2004: Megas XLR –
  - Mac (odc. 9, 19),
  - Zanzor (odc. 12)
- 2003–2005: Młodzi Tytani –
  - Atlas (odc. 17),
  - Chang (odc. 28),
  - Galfor (odc. 29)
- 2003–2005: Kaczor Dodgers
- 2003: Gothic II: Noc Kruka –
  - Vatras,
  - Nefarius,
  - Orlan
- 2003: Księga dżungli 2
- 2003: Tutenstein –
  - Imhotep,
  - Ozyrys,
  - Horus
- 2003: Kot
- 2003: Old School: Niezaliczona – Terapeuta Franka
- 2003: Liga najgłupszych dżentelmenów
- 2003: Zapłata
- 2003: Sindbad: Legenda siedmiu mórz
- 2003: Baśniowy świat 3 – Gubernator
- 2003: Piotruś Pan – Morgan Lufcik / Piraci
- 2003: El Cid – legenda o mężnym rycerzu – Gormaz
- 2003: Fałszywa dwunastka
- 2003: Robociki
- 2003: Power Rangers Ninja Storm – Zurgane
- 2003: Rayman 3: Hoodlum Havoc – Globox
- 2003–2006: Xiaolin – pojedynek mistrzów – Tubbimura, Hanibal Fasolka
- 2003: Wojownicze Żółwie Ninja –
  - Skórzyłeb,
  - Daimyo,
  - Zanramon (oprócz odc. 52),
  - Smocza Twarz, jeden z Purpurowych Smoków (odc. 4, 8, 41-42),
  - Profesor (odc. 9),
  - Hamato Yoshi (odc. 10),
  - lider Strażników (odc. 11, 18, 23, 25-26),
  - Srebrny Strażnik (odc. 12),
  - Wielki Mag (odc. 15, 68),
  - boss gangu Mob (odc. 24),
  - Rynokk (odc. 29),
  - Paz (odc. 30),
  - jeden z Utromsów (odc. 32, 34-35),
  - płatnerz (odc. 33),
  - staruszek w Japonii (odc. 33),
  - Strażnik w Japonii (odc. 33),
  - jeden z żołnierzy (odc. 34),
  - mężczyzna w serialu (odc. 37),
  - rozmówca Karai (odc. 40),
  - członek gangu Mob (odc. 40),
  - policjant (odc. 41),
  - Czyściciel (odc. 43),
  - Bobby (odc. 44),
  - Stalowy Steve (odc. 48),
  - D’Jinn (odc. 49),
  - oficer Frank (odc. 53),
  - policjant z patrolu powietrznego#1 (odc. 64),
  - jeden z łobuzów (odc. 65),
  - C.F. Volpehart (odc. 66),
  - Savanti Romero (odc. 69),
  - Tripper Nitro (odc. 72)
- 2003: Scooby Doo i meksykański potwór – Luis Otero
- 2004: Świątynia pierwotnego zła – różne głosy
- 2004: Wybraniec smoka jako Mortis
- 2004: Power Rangers Dino Grzmot – Terrence Smith/Zeltrax
- 2004: Żony ze Stepford
- 2004: Legenda telewizji
- 2004: Wygraj randkę
- 2004: 6 w pracy
- 2004: Shrek 2
- 2004: Mulan II
- 2004: Niezwykłe ranki Marcina Ranka
- 2004: Scooby-Doo 2: Potwory na gigancie
- 2004: Super Robot Monkey Team Hyperforce Go!
- 2004: Baśniowy świat 5 – Gruba Mysz
- 2004: Barbie jako księżniczka i żebraczka – Strażnik #3
- 2004: Przygody Lisa Urwisa – Niedźwiedź
- 2004: Terminal
- 2004: Bracia Koala – Grześ
- 2004: Atomowa Betty – Charlie – wuj Betty, doktor Przesławny
- 2004–2006: Liga Sprawiedliwych bez granic –
  - S.T.R.I.P.E./Patrick Dugan (odc. 29),
  - Solovar (odc. 32),
  - dr Fatum
- 2004–2007: Leniuchowo – Burmistrz
- 2004–2008: Batman – Gorman (odc. 49)
- 2004–2009: Dom dla Zmyślonych Przyjaciół pani Foster –
  - facet od butów w kręgielni (odc. 14),
  - Joe „Lodowa Szarada” (odc. 17b)
- 2005: A.T.O.M. Alpha Teens On Machines –
  - sędzia Fender (odc. 17),
  - Optical w postaci strażnika więziennego (odc. 17),
  - mieszkaniec bagien (odc. 18),
  - akrobata (odc. 19)
- 2005: Mój partner z sali gimnastycznej jest małpą – Dyrektor Ropuch
- 2005: Karol. Człowiek, który został papieżem
- 2005: Przygoda Noddy’ego na wyspie
- 2005: Fantastyczna Czwórka –
  - Jimmy O’Hoolihan,
  - Czarnoskóry policjant,
  - Kierowca rajdowy
- 2005: Wallace i Gromit: Klątwa królika – Pan Grządka
- 2005: Szeregowiec Dolot
- 2005: Garbi: super bryka
- 2005: Czerwony Kapturek – prawdziwa historia
- 2005: Harcerz Lazlo – Chip
- 2005: Power Rangers S.P.D. – Doggie Cruger – Ranger Cienia
- 2005: Mały wojownik – Livingstone – właściciel sklepu z zabawkami
- 2005: Robotboy – Aktor #1 (odc. 29b)
- 2005: Awatar: Legenda Aanga – kapitan strażników więzienia (odc. 6)
- 2005: Spadkobiercy tytanów
- 2005–2008: Ben 10 –
  - strażnik (odc. 1),
  - właściciel mieszkania Animo (odc. 2)
- 2005: Amerykański smok Jake Long – Łowca
- 2006: Dżungla – Treser
- 2006: Auta – Edek / Mario Andretti
- 2006: Galactik Football
- 2006: Monster Warriors
- 2006: Sezon na misia
- 2006: Wpuszczony w kanał
- 2006: Alex Rider: Misja Stormbreaker – Smithers
- 2006: Kapitan Flamingo –
  - reporter (odc. 2a),
  - ekspert od rolek Owena (odc. 5a)
- 2006: Wiewiórek – Gajowy Gucio
- 2006: Scooby Doo!: Ahoj piraci!
- 2006: Tom i Jerry: Piraci i kudłaci
- 2006: Kudłaty i Scooby Doo na tropie –
  - Thurston Havansimp (odc. 5),
  - Agent 5 (odc. 7)
- 2006: Heroes of Might and Magic V
- 2006: Nowa szkoła króla – Pacha
- 2006: H2O – wystarczy kropla – Wilfred
- 2006: Kacper: Szkoła postrachu – Alder
- 2006: Magiczna kostka – Dżin
- 2006: Brzydkie kaczątko i ja – Głowa mewy
- 2006: Storm Hawks – Naczelnik więzienia (odc. 16)
- 2006: Krowy na wypasie
- 2006: Dawno temu w trawie – Hopper
- 2007: Na fali – Reggie Belafonte
- 2007: Ratatuj – Pompidou
- 2007: Film o pszczołach – Buzzwell
- 2007: Wojownicze Żółwie Ninja – Policjant
- 2007: Tom i Jerry: Dziadek do orzechów
- 2007: ICarly –
  - pan Howard, strażak 2 (odc. 5),
  - gruby ksiądz (odc. 10),
  - agent bezpieczeństwa komputerowego (odc. 12),
  - dentysta (odc. 14),
  - grubas przebrany za klauna (odc. 14),
  - realizator (odc. 23),
  - lekarz w szpitalu (odc. 26),
  - kierownik restauracji Garnku Chili (odc. 28),
  - kotlet (odc. 29),
  - Skarpeta – kolega Spencera (odc. 30),
  - Jackson Cold (odc. 38),
  - gadający Stanik w Icarly (odc. 39),
  - listonosz (odc. 43),
  - recepcjonista motelu (odc. 46),
  - dr Dresdin (odc. 49,70),
  - strażnik więzienny (odc. 51),
  - elektronik Douglas (odc. 52),
  - głos w telefonie wydającym ćwiczenia (odc. 53),
  - głos w nominacjach Icarly (odc. 54),
  - Morris (odc. 59),
  - klawisz (odc. 62),
  - prowadzący koncert Ginger Fox (odc. 64),
  - różne głosy
- 2007: Don Chichot
- 2007: Złoty kompas
- 2007: Pada Shrek – Jedna z myszy
- 2007: Miejskie szkodniki – Hans Flix
- 2007: Koń wodny: Legenda głębin
- 2007: Skunks Fu – Panda
- 2007: W pułapce czasu
- 2007: Lucky Luke na Dzikim Zachodzie – Barman
- 2007: Wiedźmin –
  - Zoltan Chivay
  - Velerad
  - Gruby Fred
  - Pięściarze
  - Wieśniak
  - Wiejska milicja
  - Paser
  - Skrzypek
  - Gruby rybak
- 2008: Kroniki Spiderwick – Kierowca
- 2008: Opowieści z Narnii: Książę Kaspian
- 2008: Speed Racer
- 2008: Kung Fu Panda
- 2008: WALL·E
- 2008: Mów mi Dave
- 2008: Garfield: Festyn humoru – Eli
- 2008: Pingwiny z Madagaskaru
- 2008: Gwiezdne wojny: Wojny klonów – Ziro
- 2008: Scooby Doo i król goblinów – Krusdky
- 2008: Dzielny Despero – Gregory
- 2008: Batman: Odważni i bezwzględni – Steppenwolf, Cezar, NABU – lord chaosu
- 2009: Hotel dla psów
- 2009: Tajemnica Rajskiego Wzgórza
- 2009: Hannah Montana: Film
- 2009: Góra Czarownic
- 2009: Odlot
- 2009: Uncharted 2: Pośród złodziei
- 2009: Księżniczka i żaba
- 2009: LittleBigPlanet – narrator
- 2009: Dragon Age: Początek
- 2009: Prawdziwa historia Kota w Butach
- 2009: Czarodzieje z Waverly Place: Film
- 2010: Nasza niania jest agentem
- 2010: Alicja w Krainie Czarów
- 2010: Jak wytresować smoka
- 2010: Bystre Oko – Dziewięć Dziewięć
- 2010: Ja w kapeli – DJ Grubas
- 2010: Stuart Malutki
- 2010: Wakfu
- 2010: Zafalowani
- 2010: Heavy Rain – Hassan, Paco Mendez
- 2010: Shrek ma wielkie oczy – piekarz
- 2010: True Jackson – Dave
- 2010: Kick strach się bać – Ghunter
- 2010: Mass Effect 2 – Zaeed Massani, strażnik więzienny na Czyśćcu, bombardier Krwawej Hordy
- 2010: Czarodziejka Lili: Smok i magiczna księga – Serafim
- 2010: Strażackie opowieści – Smrodzik
- 2010: Kudłaty zaprzęg
- 2010: Stich!
- 2010: Geronimo Stilton
- 2010: Megamocny – Mayor
- 2010: Safari 3D
- 2010: Podróże Guliwera
- 2010: Zakochany wilczek
- 2011: LittleBigPlanet 2 – narrator
- 2011: Gormiti – Samotny orzeł
- 2011: Scooby Doo i brygada detektywów – Tata Velmy
- 2011: Crysis 2 –
  - naukowiec marines,
  - głosy pilotów marines,
  - głosy żołnierzy CELL
- 2011: Tara Duncan –
  - Henry (odc. 1, 5-6, 8, 20, 22),
  - producent teledysku (odc. 10),
  - baron Borys Borogov (odc. 14),
  - jeden z elfów (odc. 18)
- 2011: Pora na przygodę!
- 2011: Taniec rządzi
- 2011: Rango
- 2011: Planeta Sheena – Blogar
- 2011: Krowy na wypasie – Świnia
- 2011: Możemy wygrać – Dyrektor Zavala
- 2011: I bądź tu mądra – pan Jablonsky
- 2011: Lego: Fabryka bohaterów – Von Nebula
- 2011: Wiedźmin 2: Zabójcy królów – Zoltan Chivay
- 2011: Abby i latająca szkoła wróżek
- 2011: Przyjaciele z Kieszonkowa
- 2011: Tajemnice domu Anubisa – Ksiądz
- 2011: Śmieszaczki – Muciek
- 2011: Leci królik –
  - Wielki Nos (odc. 2a),
  - Eric (odc. 2b),
  - sejf Reggie (odc. 2b)
- 2011: Smerfy
- 2011: Wymiatacz
- 2011: Heca w zoo – Słoń Barry
- 2011: Giganci ze stali
- 2011: Przygody Tintina
- 2011: G.I. Joe: Renegaci – James McCullen
- 2011: Tom i Jerry: Czarnoksiężnik z krainy Oz
- 2011: My Little Pony: Przyjaźń to magia
- 2011: Power Rangers Samurai – Bulk
- 2011: 1812: Serce Zimy – Sołtys
- 2011: Zielony patrol –
  - profesor Ping (odc. 10),
  - Raul Betonas (odc. 14),
  - Kemal (odc. 20),
  - ksiądz (odc. 20),
  - pan Dipre (odc. 22),
  - Ivan (odc. 24),
  - pan Roszan (odc. 29),
  - wójt Chiao (odc. 32),
  - pan Rekin (odc. 39),
  - tata Rileya (odc. 41),
  - Frank (odc. 42),
  - komisarz (odc. 45),
  - złodziej (odc. 47),
  - Luigi Baritone (odc. 48)
- 2011: The Elder Scrolls V: Skyrim –
  - Lucas Valerius,
  - Sorex Vinius,
  - Falion,
  - Viarmo,
  - Pelagius Septim III,
  - Erikur,
  - Cynric Endell,
  - Enthir,
  - Stig Słony-Pokład,
  - Mallus Maccius,
  - Malthyr Elenir,
  - Głosy Krwawych Horkerów
- 2011: Mali agenci 4D: Wyścig z czasem
- 2011: Kung Fu Panda: Legenda o niezwykłości – Taotie
- 2011: Battlefield 3 – Christian Matkovic
- 2011: Artur ratuje gwiazdkę – Mikołaj
- 2011: Rastamysz – prezydent Wensley Dale
- 2011: Transformers: Prime – Megatron
- 2011: Z kopyta – Yoshi Nakamura
- 2011: Miasto kur – krokodyl
- 2011: W jak wypas
- 2011: Jednostka przygotowawcza
- 2011: Mój przyjaciel Fungus – Lepik
- 2011: Pokémon: Czerń i Biel – Don George
- 2012: Arcania: Upadek Setarrif – Lester
- 2012: Risen 2: Mroczne wody
- 2012: Koszykarze
- 2012: Redakai: W poszukiwaniu Kairu – Bash
- 2012: Piraci! – kapitan piratów
- 2012: Scooby Doo: Pogromcy wampirów –
  - Vincent van Helsing,
  - Valdronya
- 2012: Sadie J – Steve
- 2014: LittleBigPlanet 3 – narrator
- 2014: Peg + Kot – Kot
- 2015: Wiedźmin 3: Dziki Gon – Zoltan Chivay
- 2016: Angry Birds – Król Leonard
- 2019: Angry Birds 2 – Król Leonard